# Catocala puella
Catocala puella là một loài bướm đêm thuộc họ Erebidae. Nó được tìm thấy ở miền bắc Trung Quốc và Hàn Quốc.
Sải cánh dài khoảng 46 mm.